# Klagenfurt
Klagenfurt am Wörthersee (Beiers: Klågnfurt, Sloveens: Celovec) is de hoofdstad van de Oostenrijkse deelstaat Karinthië. De gemeente telt ongeveer 100.316 inwoners (6de van Oostenrijk) en heeft de status van Statutarstadt. Klagenfurt ligt in het zuiden van het land op 447 meter hoogte, even ten oosten van de Wörthersee. De stad beschikt over een kleine internationale luchthaven en over een universiteit. Het is de zetel van het bisdom Gurk-Klagenfurt.

## Geschiedenis
De stad dankt haar naam aan een doorwaadbare plaats in het riviertje de Glan. De eerste vermelding van Forum Chlagenvurth dateert uit 1193 - 1199. In 1246 werd de oorspronkelijke nederzetting door de Karinthische hertog Bernhard van Spanheim op een drogere plaats opnieuw gesticht en deze kreeg in 1252 stadsrechten. Het centrum van dit Klagenfurt lag rond de Alter Platz.
Na een stadsbrand in 1514 werd de stad herbouwd en uitgebreid, waarbij de Neuer Platz het nieuwe middelpunt werd. In de 16de eeuw kreeg de reformatie er veel aanhang, maar vanaf 1600 kwam de stad weer in rooms-Katholieke handen. In 1787 werd Klagenfurt een bisschopszetel. Tussen 1797 en 1809 werd de stad door Franse troepen bezet, die bij hun vertrek de stadsmuren slechtten. In 1863 werd de stad aangesloten op het spoorwegnet.

## Stadsbeeld
De belangrijkste monumenten van Klagenfurt dateren van de periode na de stadsbrand van 1514: de dom, die oorspronkelijk protestants was en in 1604 katholiek werd, en het Landhaus, waar de landdag van Karinthië samenkomt.
Symbool van de stad is de Lindwurmbrunnen, de fontein met de lintworm, die volgens de legende moest worden bestreden ten tijde van de stichting van de stad. Deze draak is ook afgebeeld op het stadswapen. De fontein bevindt zich op de Neuer Platz, waar zich ook het raadhuis bevindt. Klagenfurt is de geboortestad van de schrijver Robert Musil, zijn geboortehuis is thans museum. Bij Maiernigg, dicht bij de stad had de componist Gustav Mahler een villa, met 'componeerhuisje'.

## Bezienswaardigheden
- Eboardmuseum
- Stadtgalerie Klagenfurt
- Museum Moderner Kunst Kärnten
- Bergbaumuseum Klagenfurt (duitstalig)
- Landesmuseum Kärnten

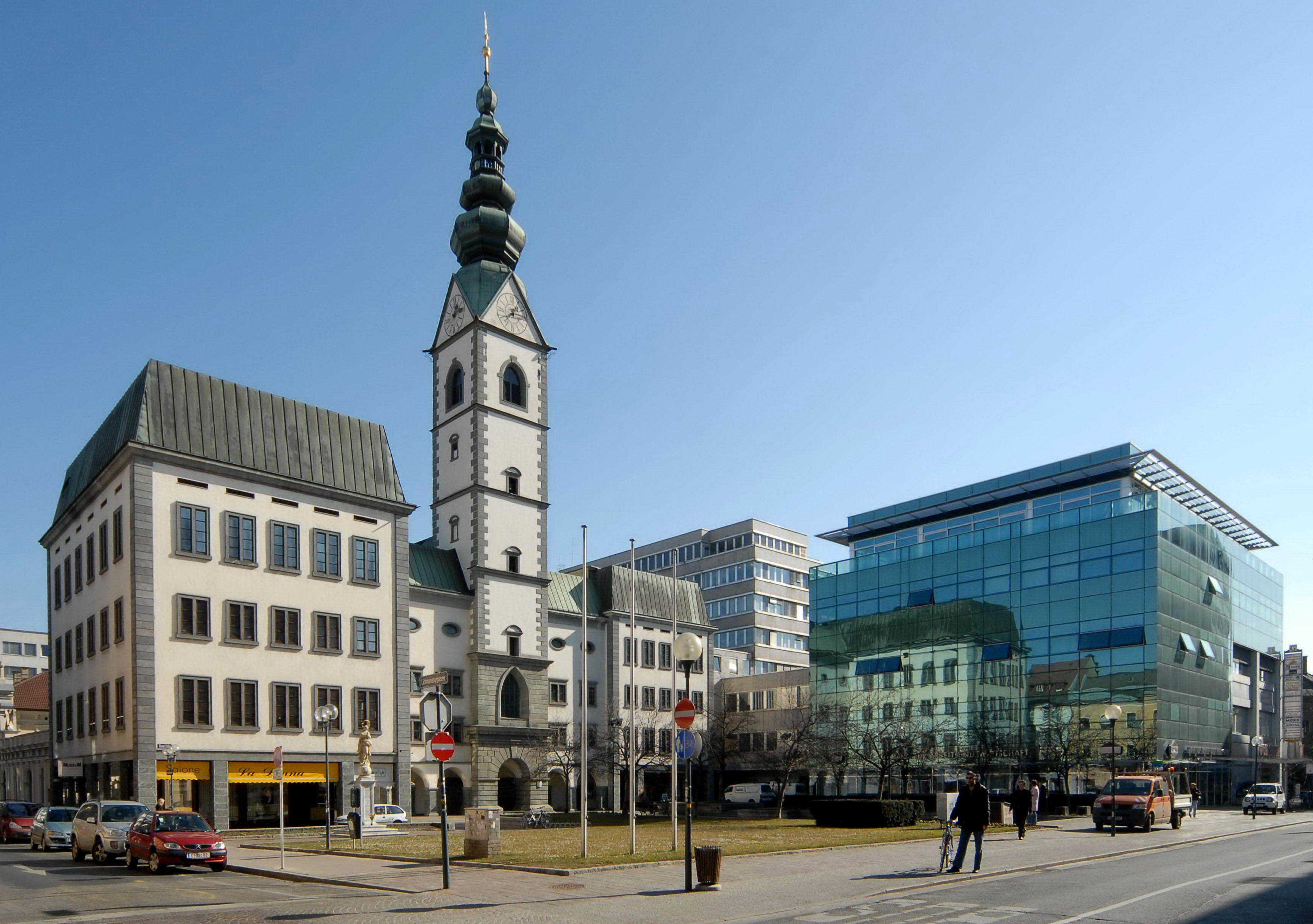
De dom van Klagenfurt
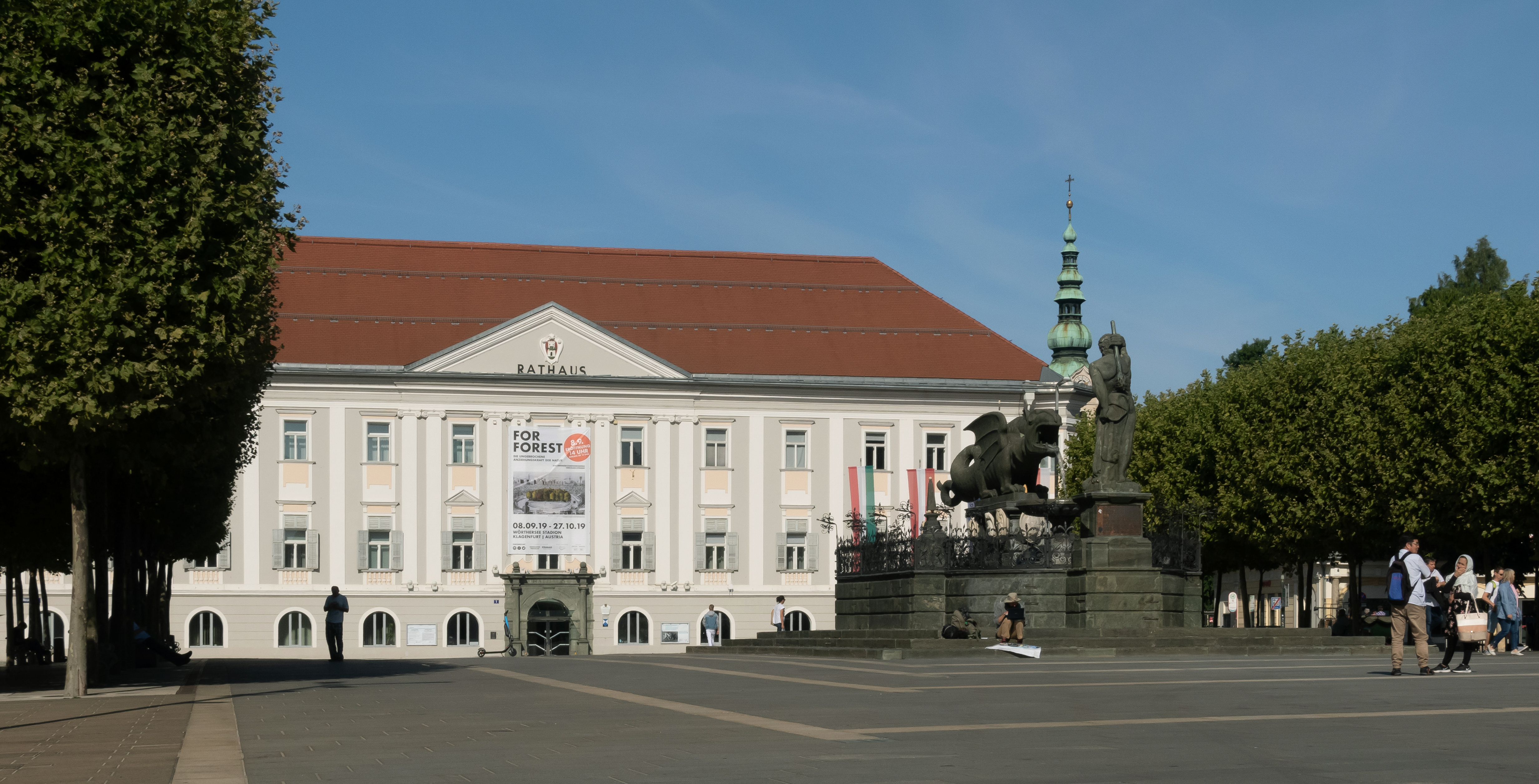
Klagenfurt, Neuer Platz met raadhuis

## Sport
SK Austria Kärnten en FC Kärnten zijn twee voormalige professionele voetbalclubs die op het hoogste Oostenrijkse niveau actief waren. Beide clubs zijn inmiddels failliet gegaan. Klagenfurt was speelstad voor het EK Voetbal 2008. De wedstrijden werden gespeeld in het Wörthersee Stadion.

## Partnersteden
- Venlo (Nederland), 1961-2010

In Venlo ligt de Klagenfurtlaan, in Klagenfurt ligt op haar beurt de Venloweg.
In het miniatuurpark Minimundus in Klagenfurt staat een miniatuur van het stadhuis van Venlo als aandenken aan de stedenband.
- Dachau, Duitsland (sinds 1974)
- Dessau-Roßlau, Duitsland (sinds 1970)
- Doesjanbe, Tadzjikistan (sinds 1973
- Gladsaxe, Denemarken (sinds 1969)
- Gorizia, Italië (sinds 1965)
- Laval, Canada (sinds 2005)
- Nanning, Volksrepubliek China (sinds 2001)
- Nazareth Illit, Israël (sinds 1993)
- Nova Gorica, Slovenië (sinds 1965)
- Rzeszów, Polen (sinds 1975)
- Sibiu (Roemenië) (sinds 1990)
- Tarragona, Spanje (sinds 1994)
- Tsjernivtsi, Oekraïne (sinds 1992)
- Wiesbaden, Duitsland (sinds 1930)
- Zalaegerszeg, Hongarije (sinds 1990)

## Bekende inwoners van Klagenfurt

### Geboren
- Karl Kajetan von Gaisruck (1769-1846), aartsbisschop van Milaan en kardinaal van de Rooms-Katholieke Kerk
- Robert Musil (1880-1942), schrijver
- Walter Adam (1886-1947), generaal en politicus
- Willy Böckl (1893-1975), kunstschaatser
- Hanns Albin Rauter (1895-1949), oorlogsmisdadiger
- Ernst Lerch (1914-1997), prominente Oostenrijkse nazi met de rang van SS-Sturmbannführer
- Ingeborg Bachmann (1926-1973), schrijfster en dichteres
- Albert Nagele (1927-1999), componist, muziekpedagoog en hoboïst
- Udo Jürgens (1934-2014), zanger
- Dagmar Koller (1939), zangeres, danseres en actrice
- Friedrich Koncilia (1948), voetballer
- Gert Jonke (1946-2009), dichter en toneelschrijver
- James Aubrey (1947-2010), Brits toneel- en filmacteur
- Norbert Domnik (1964), triatleet
- Roland Brunner (1970), schaatser
- Marko Lackner (1972), componist, arrangeur, bigband-leider
- Stephanie Graf (1973), atlete
- Hannes Hempel (1973), wielrenner
- Peter Wrolich (1974), wielrenner
- Ilka Minor (1975), rallynavigatrice
- Stefan Koubek (1977), tennisser
- Markus Ragger (1988), schaker
- Hanno Douschan (1989), snowboarder
- Katrin Ofner (1990), freestyleskiester
- Stephan Rabitsch (1991), wielrenner

## Voetnoot
1. ↑  So sinds 2008: Landesgesetzblatt 2008, No. 1,1 (16. Jan. 2008) : Gesetz vom 25. Oktober 2007, mit dem die Kärntner Landesverfassung und das Klagenfurter Stadtrecht 1998 geändert werden. (link)

- Biblioteca Nacional de España: XX459193
- Bibliothèque nationale de France: cb122085828 (data)
- Gemeinsame Normdatei: 1023732653
- Library of Congress Control Number: n80146236
- MusicBrainz: ab7172ea-47e1-4045-a454-a071d2088668
- Nationale Bibliotheek van Tsjechië: ge272700
- Nationale Bibliotheek van Israël: 987007562061405171
- Nationale en Universitaire bibliotheek Zagreb: 000607212
- Système universitaire de documentation: 132621266
- Virtual International Authority File: 125246848
- WorldCat: E39PBJthbhDqQ8jRHqx4cqHV4q